# 도이칠란트푼크
도이칠란트푼크(독일어: Deutschlandfunk, DLF)는 독일의 공영 라디오 방송국으로 도이칠란트라디오에서 운영하고 있다. 주 편성은 보도 및 시사 프로그램을 방송한다. 본사는 쾰른에 있다.
방송은 AM(장파, 중파), FM, DAB 및 인터넷을 통해 송출한다. 베를린에서 6190kHz의 단파 방송으로도 송출되었으나 2012년 4월에 폐지되었다.
1962년 1월 1일 ARD에서 북부독일방송에서 방송되었던 장파 방송의 주파수를 통해 방송을 시작하였다. 당시에는 동독과 동유럽의 독일어권 주민을 통한 방송을 하였다가 1963년 6월 7일에 체코어, 크로아티아어, 폴란드어, 세르비아어로도 방송되었고, 뒤에 영어 방송도 실시하였다.
독일의 통일 이후 1993년 7월 1일에 다국어 프로그램이 차례로 폐지되고 일부 프로그램은 독일의 소리(Deutsche Welle,도이체 벨레)로 옮겼다. 그리고 뉴스 및 시사 프로그램 편성을 중심으로한 편성으로 개편되면서 베를린의 방송국(현 도이칠란트라디오 쿨투어)과 합병하여 도이칠란트라디오가 설립되었다. 합병 이후에 한동안은 DeutschlandRadio Köln(도이칠란트라디오 쾰른)으로 불리었다.